# Coryanthes elianae
Coryanthes elianae là một loài thực vật có hoa trong họ Lan. Loài này được M.F.Silva & A.T.Oliveira mô tả khoa học đầu tiên năm 1998.